# Kozieniec (województwo lubelskie)
Kozieniec – wieś w Polsce położona w województwie lubelskim, w powiecie krasnostawskim, w gminie Siennica Różana. Obok miejscowości przepływa niewielka rzeka Siennica, dopływ Wieprza.
W latach 1975–1998 miejscowość administracyjnie należała do województwa chełmskiego.
Przez wieś przebiega droga wojewódzka nr 843.
Wieś stanowi sołectwo gminy Siennica Różana. Według Narodowego Spisu Powszechnego (III 2011 r.) wieś liczyła 163 mieszkańców.
Wierni Kościoła rzymskokatolickiego należą do parafii Wniebowzięcia Najświętszej Maryi Panny w Siennicy Różanej.